# Aleksandra Klejnowska
Aleksandra Jadwiga Klejnowska-Krzywanska (* 17. Dezember 1982 in Legnica, Polen) ist eine polnische Gewichtheberin.

## Karriere
Aleksandra Klejnowska nahm an den Olympischen Sommerspielen 2008 in Peking, wo sie in der Gewichtsklasse bis 58 kg den siebten Platz mit einer Gesamtleistung 215 kg erringen konnte. 2000 und 2004 wurde sie jeweils Fünfte mit 202,5 kg und 220 kg.
Ihren bislang größten Erfolg feierte Aleksandra Klejnowska bei den Gewichtheber-Weltmeisterschaften 2001, wo sie die Goldmedaille in der Gewichtsklasse bis 58 kg mit einer Gesamtleistung von 215 kg gewinnen konnte.
Bei den Europameisterschaften holte Klejnowska vier Goldmedaillen 2001, 2002, 2004 und 2008. Außerdem gewann sie zwei Silbermedaillen 2000 und 2005 sowie zwei Bronzemedaillen 2006 und 2007.
Bei den Olympischen Sommerspielen 2012 in London startete sie in der 53-kg-Klasse und erreichte mit 196 kg (84 kg + 112 kg) den 7. Platz hinter der leistungsgleichen aber leichteren Kolumbianerin Barbosa.